# Tynwald
 (décembre 2018).

Armoiries de l'île de Man.

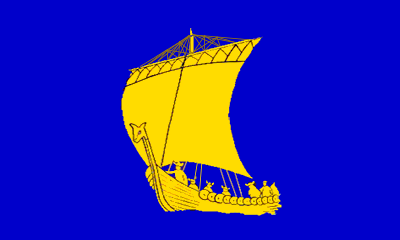
Le drapeau parlementaire du Tynwald.

Le Tynwald (en mannois : Tinvaal, dérivé du vieux norrois « Þingvǫll », qui signifie « lieu de réunion » ou « lieu d'assemblée ») est le nom donné au parlement bicaméral de l’île de Man, comprenant : la Chambre des Clefs (Kiare as Feed), chambre basse composée de 24 représentants élus au suffrage universel direct, et le Conseil législatif (Yn Choonseil Slattyssaghle), chambre haute dont les 11 membres sont élus au suffrage indirect.

## Fonctionnement
Les deux chambres siègent conjointement à Saint John's à l’occasion de Laa Tinvaalle (Tynwald Day), et à certaines occasions à Douglas (Doolish). Dans ce cas, on dit qu'elles forment la Cour du Tynwald. Cette cour a pour rôle de gérer les dépenses du gouvernement et de veiller à la gestion de son administration. Le reste du temps elles siègent séparément. Les propositions de loi émanent généralement de la Chambre des clefs (House of Keys), tandis que le conseil législatif se charge de leur révision.
Lorsque le Tynwald tient sa session annuelle à St John’s, le lieutenant gouverneur général préside la session en plein air sur la colline du Tynwald, à moins que le souverain britannique qui est suzerain de Man, ou l'un des membres de la famille royale qui le représente, ne soit présent. C’est le jour où les lois sont promulguées et les pétitions entendues. Lorsqu’une loi n’est pas promulguée à St John’s dans les 18 mois après avoir été votée en assemblée, elle devient caduque.
Les lois votées par le parlement britannique qui s’appliquent à l’île de Man n’ont pas besoin d’être promulguées pour entrer en vigueur, mais leur application ne commence qu’à partir de la session spéciale de Tynwald Day qui suit leur introduction.
Lorsque les assemblées siègent à Douglas une fois par mois entre octobre et juillet, elles sont présidées par le président du Tynwald, qui est élu par ses pairs. Les sessions conjointes sont consacrées à un certain nombre de tâches :
- Signature des textes de loi par les membres des deux chambres ;
- Notification de l’approbation du seigneur de Man (la couronne britannique) ;
- Questions posées aux membres du gouvernement ;
- Résolutions particulières autorisant la levée d’impôts ;
- Approbation ou annulation d’arrêtés pris par des membres du gouvernement ;
- Audience des pétitions ;
- Nomination du Premier ministre de l’île de Man.

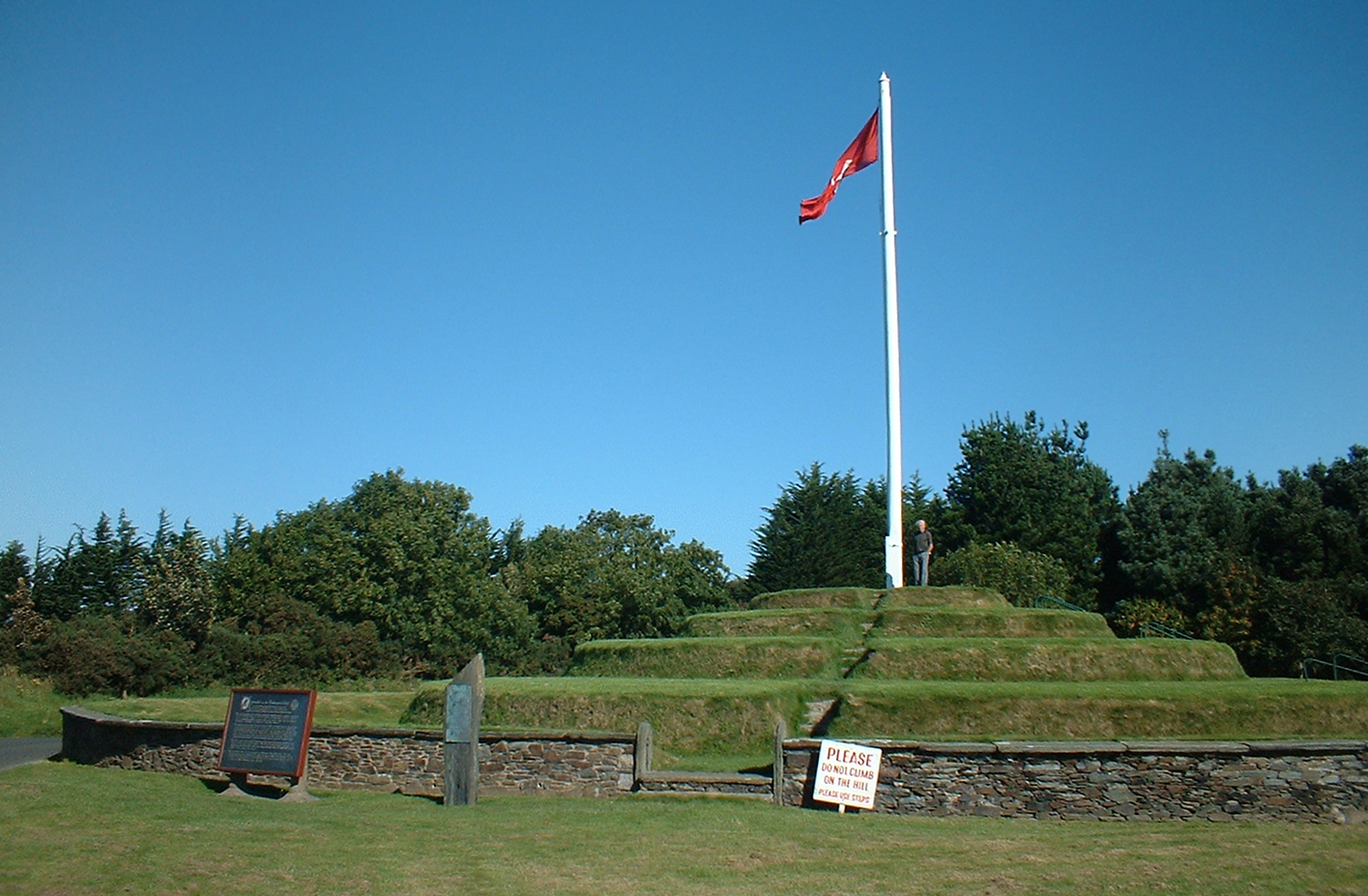
Colline du Tynwald, Saint Johns.

Lors d’un vote en session conjointe, chaque chambre vote séparément. Si une majorité favorable se dégage dans les deux chambres, la motion passe. S’il y a d’un côté comme de l’autre autant de votes pour que de votes contre, le président du Tynwald dispose d’une voix pour trancher. Si une chambre est pour et l’autre contre, la proposition de loi peut être repoussée. Dans ce cas elle pourra passer à la session suivante à la majorité des voix des deux chambres confondues. Dans ce cas précis, la Chambre des clefs, majoritaire en nombre, a toutes les chances de l’emporter. 
Il est d’usage que les deux chambres aient voté une loi avant qu’elle ne soit soumise à l’approbation du lieutenant-gouverneur général qui représente la couronne britannique. Mais si le Conseil législatif rejette une proposition de loi ou y apporte des amendements contre la volonté de la Chambre des clefs, cette dernière a le pouvoir de refaire voter la même proposition et de la présenter directement au lieutenant-gouverneur pour obtenir l’accord de la couronne en faisant fi du veto du conseil.
Cet accord est ensuite donné (ou non) par le lieutenant-gouverneur après consultation du Department for constitutional affairs (Secrétariat aux affaires constitutionnelles) de Grande-Bretagne. Si le souhait en est exprimé, la loi peut-être soumise directement au souverain pour être signée de sa main.

## Histoire du Tynwald
Le Tynwald a la réputation d’être le plus ancien parlement au monde ayant eu une existence ininterrompue depuis 979 (on peut toutefois faire remonter ses racines à la fin des années 800 si on considère que le nom désigne le lieu où se tenait une assemblée des pillards normands qui ne résidaient pas en permanence sur l’île). 
Il existe d’autres parlements dont la fondation remonte à une date plus ancienne, mais ils ont tous connu des interruptions. L’Althing islandais fut établi en 930 mais aboli en 1800 pour être rétabli en 1845. Le Løgting des îles Féroé est sans doute le plus ancien, car il remonte au IXe siècle et, s’il faut en croire les archives, il siégea jusqu’au Xe siècle. La République de Saint-Marin prétend également que son assemblée législative existe depuis 301 auquel cas sa création précèderait de plusieurs siècles celle des assemblées norroises.
Néanmoins, l'authenticité de l'ancienneté du Tynwald en tant qu'instance législative à l'existence permanente prête à discussion. Du XIe au XVe siècle, il fut sans contestation possible une cour de justice et ne possédait pas le pouvoir de créer des lois. Durant les XVe et XVIe siècles, la fonction législatrice du Tynwald a varié selon les occasions et celui-ci ne semble pas dans le même temps avoir été considéré comme une assemblée législative.